# Řád zlaté hvězdy
Řád zlaté hvězdy (vietnamsky Huân chương Sao Vàng) je nejvyšší státní vyznamenání Vietnamské socialistické republiky. Založen byl roku 1947. Udílen je především občanům Vietnamu, ale může být udělen i cizím hlavám států za jejich přínos pro rozvoj Vietnamu.

## Historie a pravidla udílení

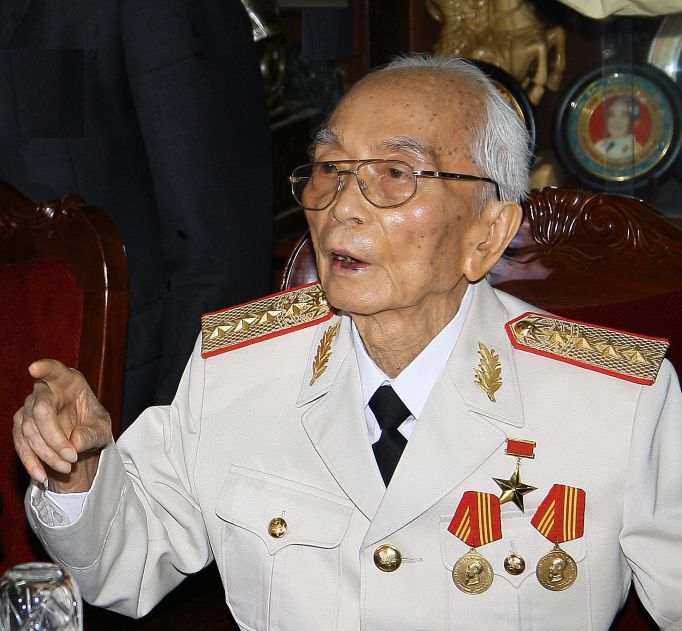
Võ Nguyên Giáp v uniformě s Řádem zlaté hvězdy a se dvěma Řády Ho Či Mina

Řád byl založen zákonem č. 58/SL ze dne 6. června 1947 po vzoru sovětského vyznamenání Hrdiny Sovětského svazu. Poprvé bylo vyznamenání uděleno v roce 1958. Status řádu byl reformován 26. listopadu 2003.
Řád zlaté hvězdy byl udílen osobám účastnícím se před rokem 1935 revolučního hnutí, kteří se stali vůdčími osobnostmi strany či vrchními veliteli armády. Po roce 1945 mohl být člověk nominován na udělení tohoto ocenění pokud do 30. dubna 1975 zastával funkci generálního tajemníka strany, prezidenta Vietnamu, předsedy vlády, předsedy Národního shromáždění nebo byl generálem ozbrojených sil a díky svému postavení se zasloužil o významný pokrok v otázkách hospodářství či obranyschopnosti země.
Řád je udílen jednotlivcům za poskytování mimořádných a výjimečných prorevolučních služeb straně a vlasti. Udílen je také za zásluhy v oblasti politické, ekonomické, sociální, technologické, diplomatické, vědecké, při obraně vlasti, zvyšování bezpečnosti či za literaturu a umění. Udělen může být i zahraničním hlavám států za jejich přínos k rozvoji Vietnamu. Udělení řádu je možné i kolektivně organizacím či vojenským jednotkám za vynikajíc zásluhy o stranu a národ.

## Insignie
Od svého založení do roku 2003 měl řádový odznak podobu jednoduché pozlacené bronzové pěticípé hvězdy. Od roku 2003 má odznak tvar pozlacené bronzové pěticípé hvězdy o průměru 52 mm s červeně smaltovaným kulatým medailonem uprostřed. V medailonu je zlatá pěticípá hvězda. V roce 2014 byla velikost hvězdy zvětšena na 55 mm.
Stuha byla do roku 2003 červená. Od roku 2003 sestává ze dvou stejně širokých pruhů v barvě červené a žluté a pokrývá kovovou destičku ve tvaru pětiúhelníku. Šířka stuhy je 28 mm.
Původně se insignie nosila nalevo na hrudi či na klopě, a to vždy nad ostatními vyznamenáními. Nikdy nemohla být nahrazena pouze stužkou. Od roku 2003 se odznak nosí nalevo na hrudi a může být nahrazen stužkou.